# Daniel Martínez (pintor)

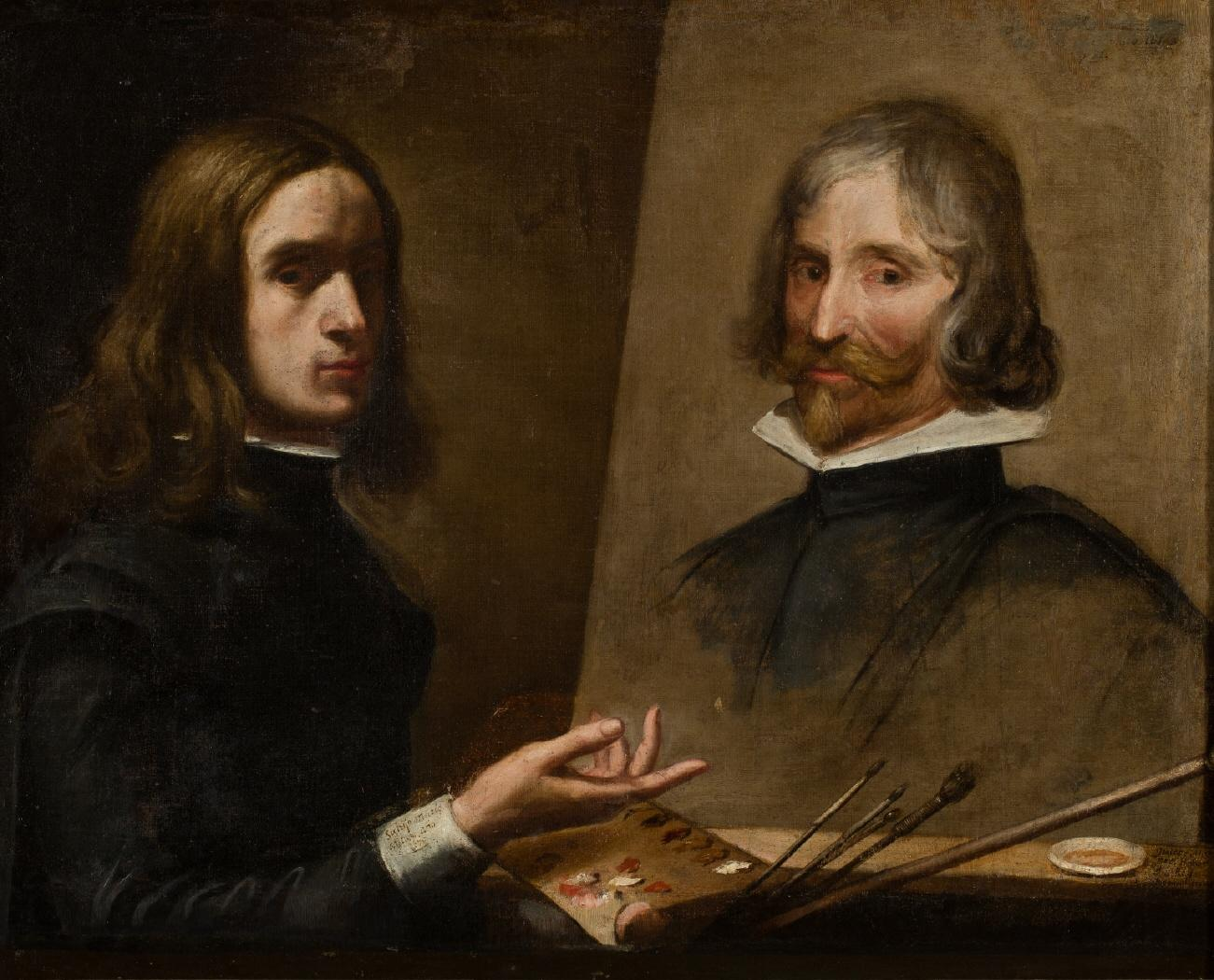
Jusepe Martínez: Autorretrato pintando a su padre Daniel Martínez, hacia 1630, óleo sobre lienzo, 74 x 93,5 cm. Museo de Zaragoza.

Daniel Martínez (¿Amberes?, c. 1555–Zaragoza, 1636) fue un pintor español, padre del más conocido pintor y teórico Jusepe Martínez.

## Biografía
«De nación flamenco», según declaró en 1648 su hijo en el curso de unas indagaciones ante el arzobispo de Zaragoza para la apertura del proceso de beatificación de Pedro de Arbués, en 1575, en el convenio que firmó con Juan Felices de Cáceres para entrar a servir en su taller por espacio de dos años —firma famuli— se declaraba «natural de la ciudad de Amborg del Reyno de Flandes y de presente ressidente en la ciudad de Caragoça». Se le documenta en 1581 en Ejea de los Caballeros, villa en la que contrajo matrimonio con Isabel Lurbe o Lurbez y nació su primer hijo, Gabriel Martínez, que seguiría la carrera de medicina. Relacionado con los flamencos Roland de Mois y Pablo Schepers, en 1584, todavía residente en Ejea de los Caballeros, recibió un préstamo de 746 sueldos del primero. El mismo año están fechadas las muy deterioradas pinturas murales de la iglesia de San Andrés de Uncastillo, en las que Carmen Morte observa la intervención de más de un pintor, que se le han atribuido a partir de un documento muy posterior.
Por encargo del cabildo de la Seo de Zaragoza se ocupó de la pintura del Monumento de Semana Santa en los primeros meses de 1585 y tres años después se encargó de las mismas labores en Ejea de los Caballeros. También para la Seo pintó en 1587 el perdido retablo del fosal. Es posible, sin embargo, que durante todo este tiempo conservase su residencia en Ejea, pues en 1599 se le documenta en Uncastillo y en 1601 cobró por la pintura y dorado del retablo, también desaparecido, del lugar de Longás en las Cinco Villas.
En 1600 nació su hijo Jusepe Martínez en Zaragoza, donde la familia se asentó definitivamente hasta su muerte el 19 de junio de 1636, a la edad de 81 años según afirmaba en su testamento. En Zaragoza llevó una vida desahogada, titulándose infanzón a partir de 1620. Dueño de una mediana fortuna, residía en casas propias en la calle de Santa Catalina y dejaba un censal de 600 libras con el que su hijo Jusepe fundó un pío legado para ayuda de los hijos de los pintores.

## Obra

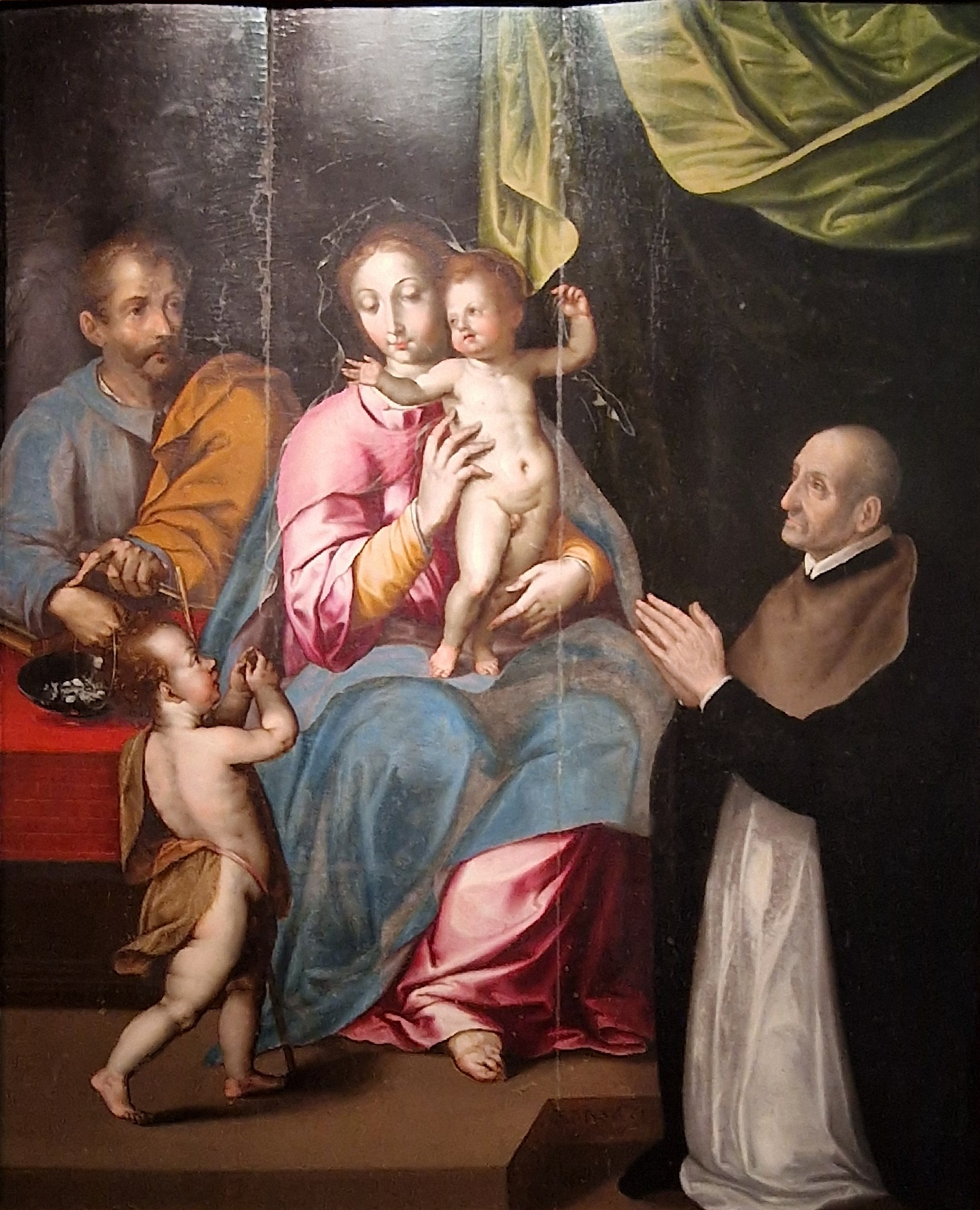
Sagrada Familia con donante (1602). El donante era Pascual Mandura.

La relación del pintor con Ejea de los Caballeros y la cercanía estilística con la obra de Roland de Mois y Pablo Schepers, apreciable en las pinturas murales de la iglesia de San Andrés de Uncastillo, únicas pinturas atribuidas en el pasado que se han conservado, han permitido a Carmen Morte asignarle una Sagrada Familia con donante fechada en 1602 y conservada en la sacristía de la iglesia de San Salvador de Ejea de los Caballeros, en la que se aprecian del mismo modo los modelos y tipos humanos de los maestros flamencos. De esta pintura, al óleo y sobre tabla, existe además un dibujo preparatorio en la Biblioteca Nacional de España, cuadriculado para su posible ampliación, y una versión muy cercana en la Seo de Zaragoza (Museo de Tapices), sin la figura del donante, que probablemente sea el canónigo Pascual Mandura, presidente del cabildo de la Seo y natural de Ejea.